# Samšín
Samšín település Csehországban, a Pelhřimovi járásban. Samšín Pacov, Pošná, Velká Chyška, Hořepník, Bořetice és Lesná településekkel határos. Lakosainak száma 158 fő (2024. január 1.).

## Népesség
A település lakosságának változását az alábbi diagram mutatja:
| Lakosok száma | 427  | 424  | 409  | 242  | 196  | 156  | 158  | 160  | 147  | 158  |
|               | 1869 | 1900 | 1921 | 1961 | 1980 | 2011 | 2016 | 2019 | 2021 | 2024 |